# الرياضة في النمسا

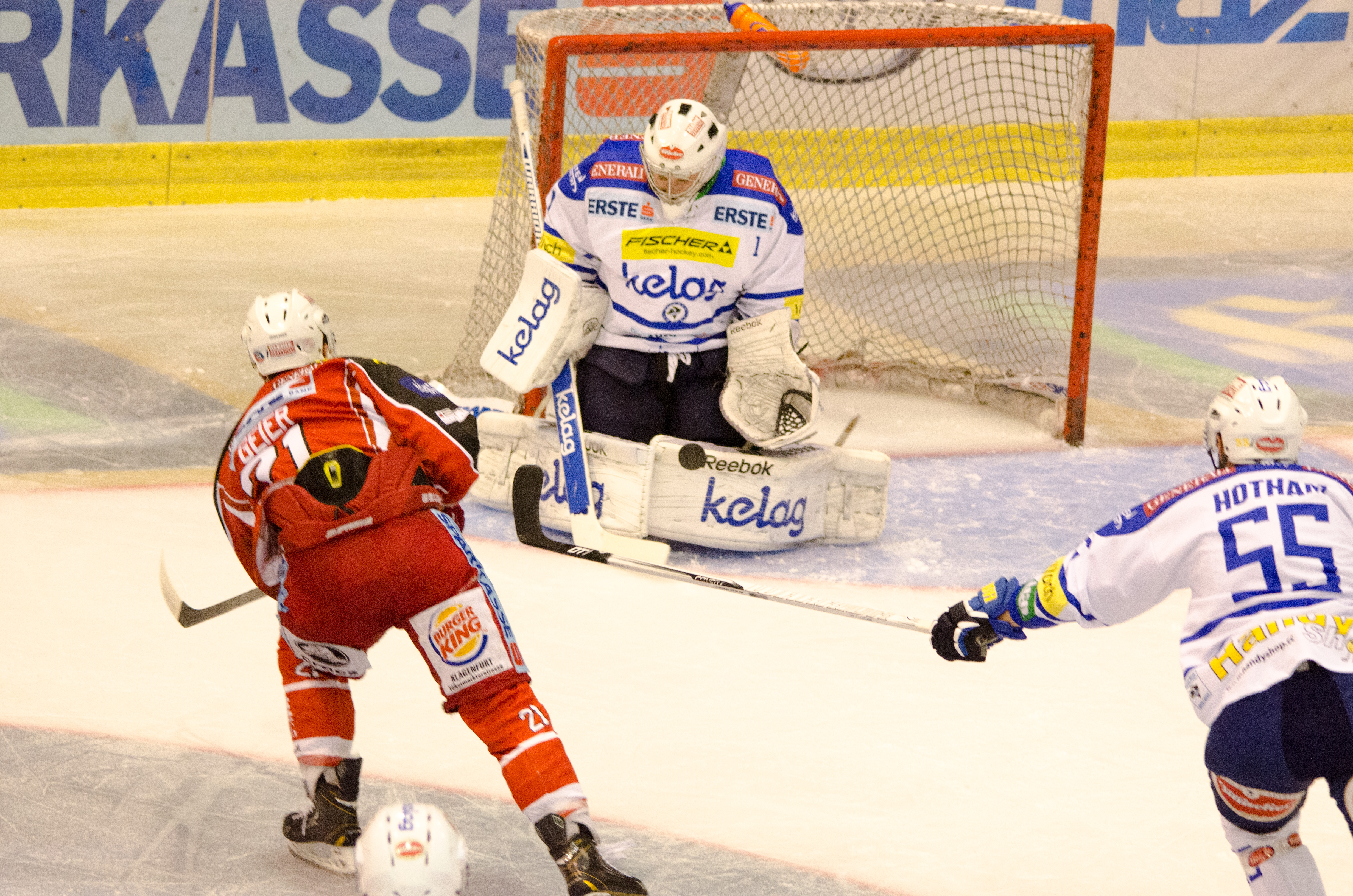
مباراة في الدوري النمساوي لهوكي الجليد

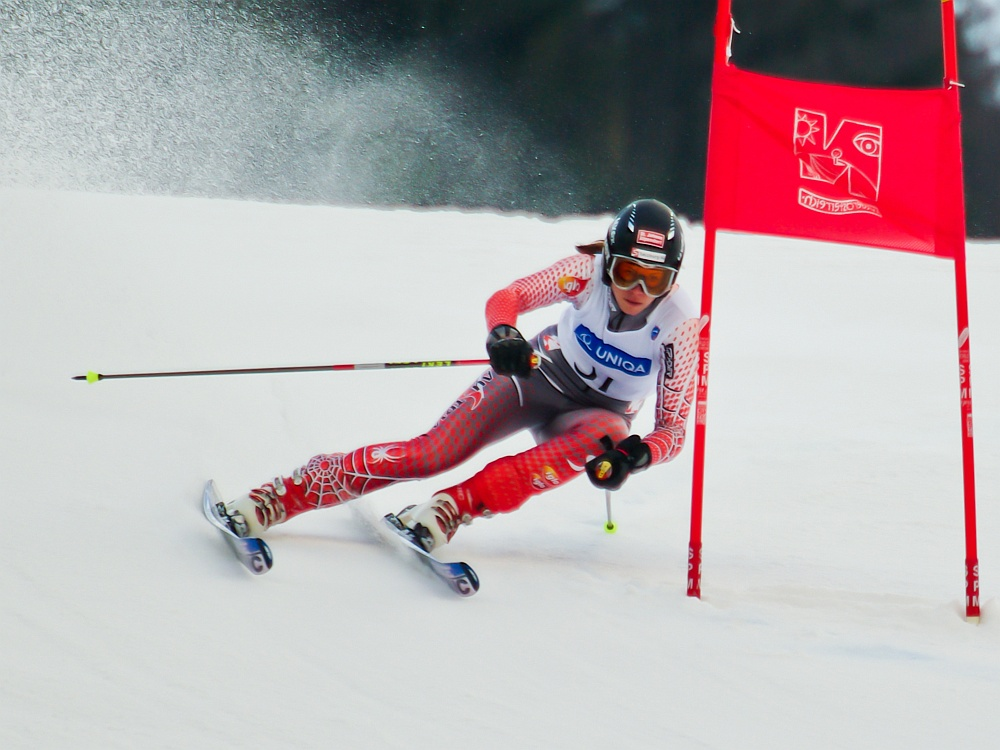
المتزلجة الرياضية النمساوية ميريام بوشنير

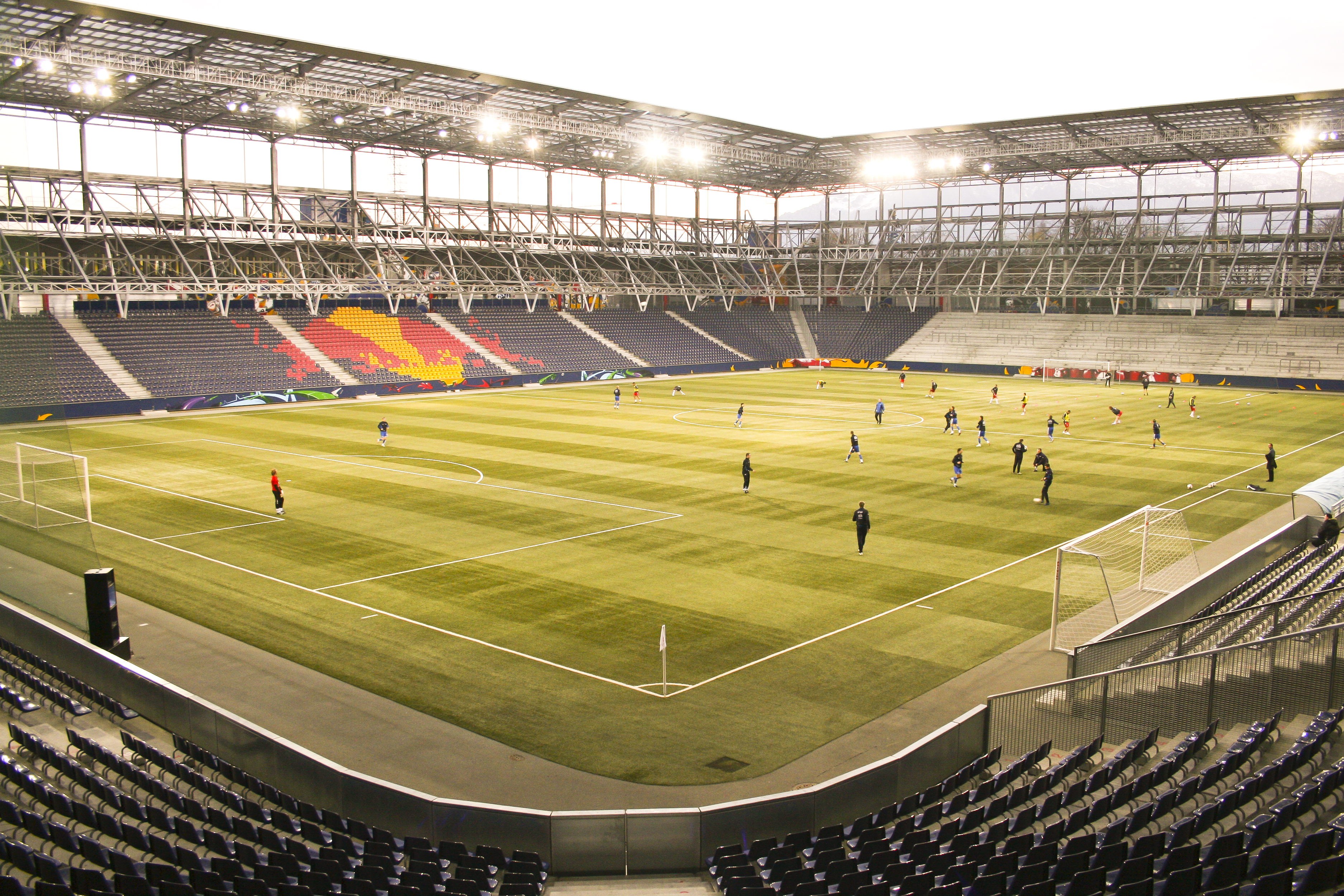
ستاد سالزبورغ ملعب نادي سالزبورغ النمساوي.

الرياضة في النمسا الرياضة هي جزء مهم في حياة الشعب النمساوي، الرياضات الأكثر شعبية في النمسا هي كرة القدم والتزلج على المنحدرات الجليدية وهوكي الجليد، الرياضات الشتوية لها شعبية كبيرة في النمسا وذلك بسبب طبيعة النمسا الباردة بسبب كثرة الجبال فيها، هذه الرياضات هي التزلج على الثلوج والتزلج على المنحدرات الجليدية والقفز التزلجي وعادةً ما تحتل النمسا المراتب الأولى ضمن جدول الميداليات في الألعاب الأولمبية الشتوية، وفي هوكي الجليد تعتبر النمسا من أقوى المنتخبات في هذه الرياضة في قلب أوروبا مع جمهورية التشيك والمجر وسويسرا وإيطاليا وسلوفينيا، كما أن دوري الهوكي النمساوي يعد من أقوى الدوريات.
في كرة القدم تقوم اتحاد النمسا لكرة القدم بإدارة شؤون منتخب النمسا لكرة القدم و دوريات كرة القدم النمساوية، ومع أن كرة القدم في النمسا شعبيتها أقل مقارنةً بالدول الأوروبية الأخرى، إلا أن منتخب النمسا حقق عدة إنجازات، منها تحقيقها المركز الرابع في كأس العالم لكرة القدم 1934 في إيطاليا و المركز الثالث في كأس العالم لكرة القدم 1950 في البرازيل والمركز السابع في كأس العالم لكرة القدم 1978 في الأرجنتين، وأخر مرة تأهل منتخب النمسا لكأس العالم كان في بطولة كأس العالم لكرة القدم 1998 في فرنسا ومنذ ذلك الحين لم يتأهل منتخب النمسا لكأس العالم، النمسا نظمت بطولة أمم أوروبا لكرة القدم 2008 مناصفةً مع سويسرا وإستضافت فيينا المباراة النهائية للبطولة وألتي إنتهت بفوز إسبانيا على ألمانيا بهدف دون مقابل.
الرياضات الشعبية الأخرى في النمسا هي كرة السلة وكرة اليد وكرة الطائرة والرغبي وكرة المضرب والغولف وتنس الطاوله والجمباز وألعاب القوى والسباحة والرقص على الجليد ورياضات المحركات وسباق الدراجات الهوائية وغيرها.